# Ла Нава
Ла Нава (на испански: La Nava) е населено място и община в Испания. Намира се в провинция Уелва, в състава на автономната област Андалусия. Общината влиза в състава на района (комарка) Сиера де Уелва. Заема площ от 62 km². Населението му е 327 души (по преброяване от 2010 г.). Разстоянието до административния център на провинцията е 120 km.

## Демография
| 1996 | 1998 | 1999 | 2000 | 2001 | 2002 | 2003 | 2004 | 2005 | 2006 |
| ---- | ---- | ---- | ---- | ---- | ---- | ---- | ---- | ---- | ---- |
| 328  | 321  | 326  | 319  | 311  | 299  | 295  | 288  | 275  |      |